# Jablečný koláč
Jablečný koláč je druh koláče, ve kterém jsou hlavní složkou jablka. Forma i recepty se liší podle země původu.

## Historie

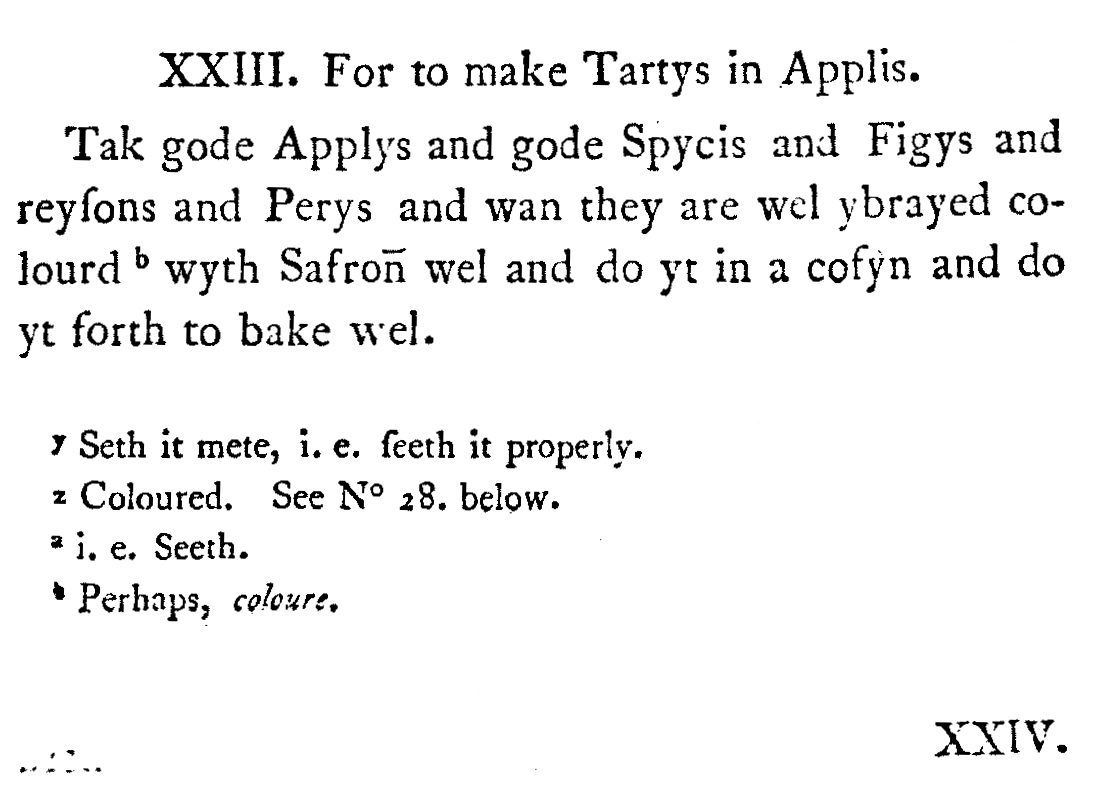
For to Make Tartys in Applis (1381)

Nejstarší zaznamenaný recept na jablečný koláč pochází z Anglie 14. století; je znám pod názvem For to make Tartys in Applis.
V Čechách byly recepty na jablečný koláč běžně uváděny v kuchařských knihách 19. století, často s odvoláním na původní recepty Magdaleny Dobromily Rettigové.

## Apple pie (USA)
V USA má jablečný koláč (anglicky apple pie) většinou těsto nad i pod náplní (jablky). Spodní kůra se v některých receptech peče samostatně (tzv. slepá), aby se nerozmočila. Existuje také druh koláče, který má pod náplní těsto a nad náplní je mřížka z těsta (tj. mřížkovaný koláč). Jablečný koláč se většinou podává se šlehačkou, zmrzlinou či sýrem čedar. Jablečný koláč je neoficiálním státním symbolem USA a jedním z jejích typických jídel.

## Galerie

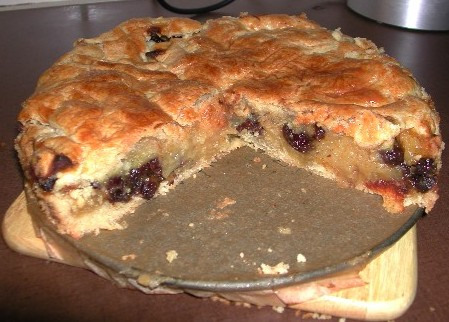
Holandský jablečný koláč (Appeltaart)
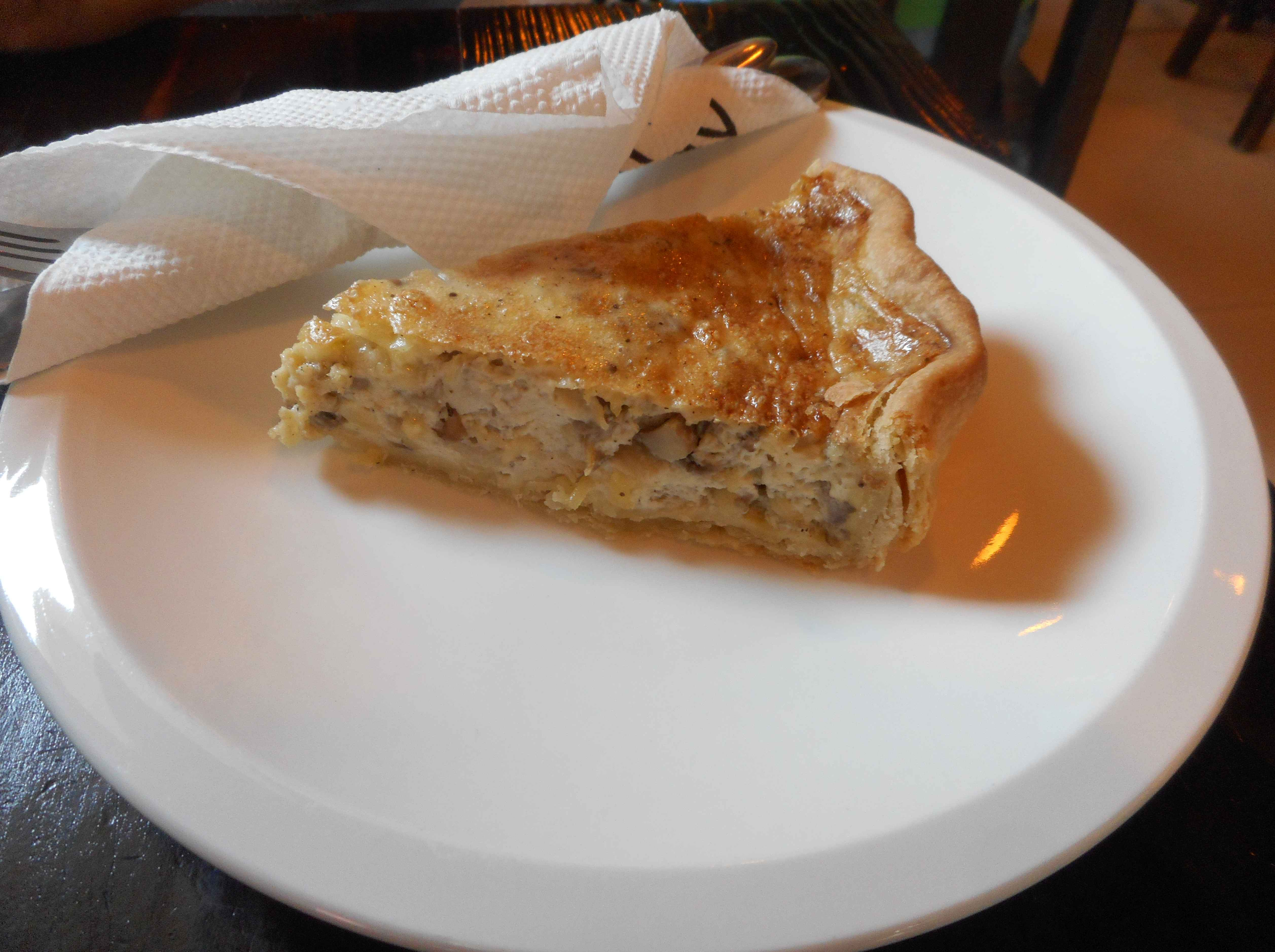
Indický jablečný koláč
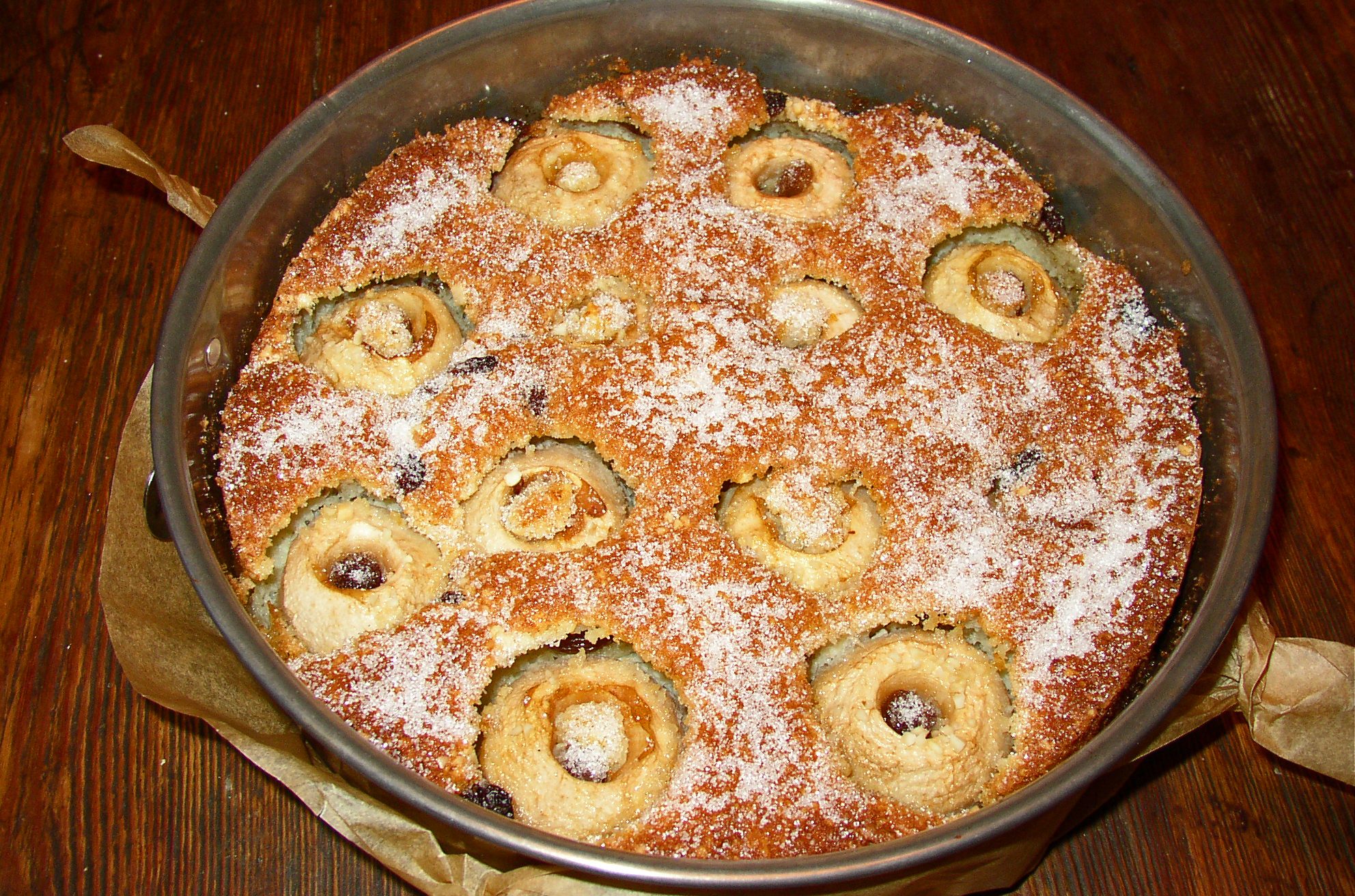
Německý jablkový koláč s celými jablky